# Pärnu kontrakt
Pärnu kontrakt (estniska: Pärnu praostkond) är ett kontrakt inom den Estniska evangelisk-lutherska kyrkan.

## Församlingar
- Audru församling
- Häädemeeste församling
- Pärnu Elisabets församling
- Pärnu-Jakobi församling
- Saarde församling
- Sindi församling
- Tahkuranna församling
- Tori församling
- Treimani församling
- Tõstamaa församling
- Vigala församling
- Vändra församling

### Tidigare församlingar
- Käru församling, tillhör numera Järva kontrakt.